# Lee Kyu-hyuk
Lee Kyu-hyuk (이규혁?; 4 maggio 1999) è un calciatore sudcoreano, difensore svincolato.

## Caratteristiche tecniche
È un terzino sinistro.

## Carriera

### Club
Con la maglia dei Jeonnam Dragons ha disputato 5 partite in AFC Champions League 2022.

### Nazionale
Con la nazionale Under-20 sudcoreana ha preso parte al campionato mondiale di calcio Under-20 2019.

## Palmarès

### Competizioni nazionali
- K League 2: 1

Jeju United: 2020